# رباتیک ابری
رباتیک ابری، از جمله علوم و زیر مجموعه های علم رباتیک است که تلاش می‌نماید تا فناوری‌های ابری مانند رایانش ابری، ذخیره‌سازی ابری، و فناوری‌های اینترنتی دیگر در زمینه زیرساخت‌های همگرا و خدمات مشترک را برای رباتیک به کار گیرد.
زمانی که ربات ها به فضاهای ابری متصل می شوند، می توانند از ساختار محاسبات، ذخیره سازی و منابع ارتباطی قدرتمند مرکز داده های جدید در فضای ابری بهره ببرند و همچنین میتوانند اطلاعات یا عوامل مختلفی همچون ماشین ها، اشیاء هوشمند، انسان و غیره) را پردازش نموده و در فضای ابری به صورت اشتراکی قرار دهد.
در نقطه مقابل انسان ها نیز میتوانند برخی امور خود را به صورت ریموت از طریق شبکه اینترنت به ربات ها واگذار نمایند.

## اجزا
یک ابر برای روبات ها به طور بالقوه حداقل دارای شش جزء مهم است:
- ارائه یک کتابخانه جهانی از تصاویر، نقشه ها، و داده های شی، اغلب با هندسه و خواص مکانیکی، سیستم خبره، پایگاه دانش (یعنی وب معنایی، مراکز داده).
- محاسبات موازی انبوه بر حسب تقاضا برای مدل‌سازی آماری مبتنی بر نمونه و برنامه‌ریزی حرکت، برنامه‌ریزی کار، همکاری چند روباتی، زمان‌بندی و هماهنگی سیستم.
- به اشتراک گذاری ربات از نتایج، مسیرها، و سیاست های کنترل پویا و پشتیبانی از یادگیری ربات.
- به اشتراک گذاری انسانی کد، داده ها و طرح های "منبع باز" برای برنامه نویسی، آزمایش و ساخت سخت افزار.
- راهنمایی و کمک انسانی بر حسب تقاضا برای ارزیابی، یادگیری و بازیابی خطا؛
- تعامل ربات انسانی تقویت شده از طریق روش های مختلف (پایگاه دانش معناشناسی، خدمات مانند Apple SIRI و غیره).

## کاربردها
ربات های متحرک مستقل:خودروهای خودران گوگل ربات های ابری هستند. این خودروها از شبکه برای دسترسی به پایگاه داده عظیم نقشه‌ها و مدل‌های ماهواره‌ای و محیطی گوگل (مانند Streetview) استفاده می‌کنند و آن را با داده‌های جریانی از GPS، دوربین‌ها و حسگرهای سه‌بعدی ترکیب می‌کنند تا موقعیت خود را در عرض چند سانتی‌متر، و با الگوهای ترافیکی گذشته و فعلی کنترل کنند. برای جلوگیری از برخورد هر خودرو می‌تواند چیزی در مورد محیط‌ها، جاده‌ها، رانندگی یا شرایط بیاموزد و اطلاعات را به ابر Google ارسال می‌کند، جایی که می‌توان از آن برای بهبود عملکرد خودروهای دیگر استفاده کرد.
ربات های پزشکی ابری:یک ابر پزشکی (که به آن خوشه مراقبت بهداشتی نیز گفته می شود) از خدمات مختلفی مانند آرشیو بیماری، سوابق پزشکی الکترونیکی، سیستم مدیریت سلامت بیمار، خدمات تمرین، سرویس تجزیه و تحلیل، راه حل های کلینیک، سیستم متخصص و غیره تشکیل شده است. یک ربات می تواند برای ارائه کلینیک به ابر متصل شود. خدمات رسانی به توبه کنندگان و همچنین کمک رسانی به پزشکان مانند ربات همجراح. علاوه بر این، خدمات همکاری را با به اشتراک گذاشتن اطلاعات برای پزشکان، ارائه دهندگان مراقبت در درمان کلینیک فراهم می کند.[6]
ربات های کمکی:یک ربات خانگی می تواند برای مراقبت های بهداشتی و نظارت بر زندگی افراد مسن استفاده شود. این سیستم وضعیت سلامتی کاربران را جمع‌آوری می‌کند و اطلاعات را با سیستم متخصص ابر یا پزشکان تبادل می‌کند تا زندگی سالمندان را تسهیل کند، به‌ویژه برای افراد مبتلا به بیماری‌های مزمن. به عنوان مثال، ربات‌ها می‌توانند برای جلوگیری از افتادن سالمندان، پشتیبانی سالم اضطراری مانند بیماری قلبی، بیماری خونی، پشتیبانی کنند. مراقبین افراد مسن نیز می توانند در مواقع اضطراری از ربات از طریق شبکه اطلاع رسانی دریافت کنند.[7]
ربات های صنعتی: همانطور که توسط طرح صنعت آلمان 4.0 تاکید شده است "صنعت در آستانه انقلاب صنعتی چهارم قرار دارد. با هدایت اینترنت، دنیای واقعی و مجازی هر روز به هم نزدیک تر می شوند تا اینترنت اشیا را تشکیل دهند. تولید صنعتی آینده با فردی سازی قوی محصولات تحت شرایط تولید بسیار انعطاف پذیر (سری های بزرگ)، ادغام گسترده مشتریان و شرکای تجاری در فرآیندهای تجاری و ارزش افزوده، و پیوند تولید و خدمات با کیفیت بالا که منجر به به اصطلاح محصولات هیبریدی." [8] در تولید، چنین سیستم‌های رباتی مبتنی بر ابر می‌توانند کارهایی مانند رزوه‌کشی سیم‌ها یا کابل‌ها یا تراز کردن واشرها از پایگاه دانش حرفه‌ای را یاد بگیرند. گروهی از روبات ها می توانند اطلاعاتی را برای برخی از وظایف مشترک به اشتراک بگذارند. حتی بیشتر، یک مصرف کننده می تواند مستقیماً با سیستم سفارش آنلاین، محصول سفارشی شده را به روبات های تولیدی سفارش دهد.[9] الگوی بالقوه دیگر، سیستم ربات تحویل خرید است - پس از ثبت سفارش، یک ربات انبار کالا را به یک خودروی خودران یا هواپیمای بدون سرنشین خودران ارسال می کند تا آن را به گیرنده خود تحویل دهد (شکل ابر خودروی خودران را ببینید).

## تحقیق و توسعه ها
RoboEarth [10] توسط برنامه چارچوب هفتم اتحادیه اروپا برای تحقیق، پروژه های توسعه فناوری، به طور خاص برای کشف زمینه رباتیک ابری تامین شد. هدف RoboEarth این است که به سیستم‌های رباتیک اجازه دهد از تجربه ربات‌های دیگر بهره‌مند شوند و راه را برای پیشرفت‌های سریع در شناخت و رفتار ماشین و در نهایت برای تعامل ظریف‌تر و پیچیده‌تر انسان و ماشین هموار کند. RoboEarth یک زیرساخت Cloud Robotics ارائه می دهد. پایگاه داده RoboEarth's World Wide-Web دانش تولید شده توسط انسان - و روبات ها - را در قالبی قابل خواندن توسط ماشین ذخیره می کند. داده‌های ذخیره‌شده در پایگاه دانش RoboEarth شامل اجزای نرم‌افزار، نقشه‌های جهت‌یابی (مانند مکان‌های اشیا، مدل‌های جهان)، دانش وظایف (مانند دستور العمل‌های عمل، استراتژی‌های دستکاری)، و مدل‌های تشخیص اشیا (مانند تصاویر، مدل‌های شی). موتور ابری RoboEarth شامل پشتیبانی از روبات‌های متحرک، وسایل نقلیه خودران، و هواپیماهای بدون سرنشین است که به محاسبات زیادی برای ناوبری نیاز دارند.[11]
Rapyuta [12] یک چارچوب رباتیک ابری منبع باز مبتنی بر RoboEarth Engine است که توسط محقق رباتیک در ETHZ توسعه یافته است. در چارچوب، هر ربات متصل به Rapyuta می‌تواند یک محیط محاسباتی امن (جعبه‌های مستطیلی) داشته باشد که به آن‌ها توانایی انتقال محاسبات سنگین خود را به فضای ابری می‌دهد. علاوه بر این، محیط های محاسباتی به شدت با یکدیگر در ارتباط هستند و دارای یک اتصال پهنای باند بالا به مخزن دانش RoboEarth هستند.[13]
KnowRob [14] یک پروژه توسعه ای RoboEarth است. این یک سیستم پردازش دانش است که بازنمایی دانش و روش‌های استدلال را با تکنیک‌هایی برای کسب دانش و پایه‌گذاری دانش در یک سیستم فیزیکی ترکیب می‌کند و می‌تواند به عنوان یک چارچوب معنایی مشترک برای یکپارچه‌سازی اطلاعات از منابع مختلف عمل کند.
RoboBrain [15] یک سیستم محاسباتی در مقیاس بزرگ است که از منابع اینترنتی در دسترس عموم، شبیه‌سازی‌های کامپیوتری و آزمایش‌های ربات‌های واقعی یاد می‌گیرد. همه چیز رباتیک را در یک پایگاه دانش جامع و به هم پیوسته جمع می کند. برنامه های کاربردی شامل نمونه سازی برای تحقیقات رباتیک، روبات های خانگی و خودروهای خودران است. هدف به اندازه نام پروژه مستقیم است – ایجاد یک مغز متمرکز و همیشه آنلاین برای ربات ها برای استفاده از آن. این پروژه تحت سلطه دانشگاه استنفورد و دانشگاه کورنل است. و این پروژه توسط بنیاد ملی علوم، دفتر تحقیقات نیروی دریایی، دفتر تحقیقات ارتش، گوگل، مایکروسافت، کوالکام، بنیاد آلفرد پی اسلون و ابتکار ملی رباتیک پشتیبانی می‌شود که هدف آن پیشرفت رباتیک برای کمک به ساخت ایالات متحده در اقتصاد جهانی رقابتی تر است.[16]
MyRobots سرویسی برای اتصال روبات ها و دستگاه های هوشمند به اینترنت است.[17] می توان آن را به عنوان یک شبکه اجتماعی برای روبات ها و اشیاء هوشمند (به عنوان مثال فیس بوک برای روبات ها) در نظر گرفت. با اجتماعی شدن، همکاری و اشتراک گذاری، ربات ها می توانند با به اشتراک گذاشتن اطلاعات حسگر خود از این تعاملات نیز بهره ببرند که بینشی در مورد دیدگاه آنها از وضعیت فعلی آنها ارائه می دهد.
COALAS [18] توسط برنامه همکاری فرامرزی اروپا INTERREG IVA فرانسه (کانال) - انگلستان تامین می شود. هدف این پروژه توسعه فناوری های جدید برای افراد معلول از طریق نوآوری اجتماعی و فناوری و از طریق یکپارچگی اجتماعی و روانی کاربران است. هدف، تولید یک سیستم زندگی کمکی محیطی شناختی با خوشه Healthcare در فضای ابری با روبات‌های خدمات خانگی مانند انسان‌نما و صندلی چرخدار هوشمند است که به ابر متصل می‌شود.[7]
ROS (سیستم عامل ربات) یک اکوسیستم برای پشتیبانی از رباتیک ابری ارائه می دهد. ROS یک چارچوب انعطاف پذیر و توزیع شده برای توسعه نرم افزار ربات است. این مجموعه ای از ابزارها، کتابخانه ها و کنوانسیون هایی است که هدف آن ساده کردن کار ایجاد رفتار پیچیده و قوی ربات در طیف گسترده ای از پلت فرم های رباتیک است. یک کتابخانه برای ROS که یک پیاده سازی خالص جاوا است، به نام rosjava، اجازه می دهد تا برنامه های اندروید برای روبات ها توسعه یابد. از آنجایی که اندروید دارای بازار پررونق و میلیاردها کاربر است، در زمینه رباتیک ابری قابل توجه خواهد بود.[19]

## محدودیت های ربات های ابری
اگرچه روبات‌ها می‌توانند از مزایای مختلف محاسبات ابری بهره ببرند، ابر راه‌حل همه رباتیک نیست.[20]
- کنترل حرکت ربات که به شدت به حسگرها و بازخورد کنترلر متکی است، سود زیادی از ابر نخواهد داشت.
- برنامه‌های مبتنی بر ابر ممکن است به دلیل پاسخ‌های با تأخیر کم یا مشکل شبکه، کند شوند یا در دسترس نباشند. اگر یک ربات بیش از حد به ابر متکی باشد، یک نقص در شبکه می تواند آن را "بی مغز" کند.
- وظایفی که شامل اجرای بلادرنگ می‌شوند نیاز به پردازش درون‌برد دارند.

## چالش ها
تحقیق و توسعه رباتیک ابری دارای مسائل و چالش های بالقوه زیر است:[20]
- محاسبات مبتنی بر شبکه موازی سازی مقیاس پذیر، طرح های موازی سازی با اندازه زیرساخت اتوماسیون مقیاس می شوند.
- متعادل‌سازی بار مؤثر: عملیات متعادل‌سازی بین محاسبات محلی و ابری.
- یادگیری جمعی برای اتوماسیون در ابر
- زیرساخت/پلتفرم یا نرم افزار به عنوان یک سرویس
- اینترنت اشیا برای روباتیک
- کنترل یکپارچه و مشارکتی مقاوم در برابر خطا
- داده‌های بزرگ: داده‌های جمع‌آوری‌شده و/یا منتشر شده در شبکه‌های بزرگ و قابل دسترس می‌توانند تصمیم‌گیری برای مشکلات طبقه‌بندی یا نشان دادن الگوها را ممکن کنند.
- ارتباط بی سیم، اتصال به ابر
- معماری سیستم ابر ربات
- زیرساخت های منبع باز و دسترسی باز
- به اشتراک گذاری حجم کار
- استانداردها و پروتکل

## مخاطرات
امنیت محیطی - تمرکز منابع محاسباتی و کاربران در یک محیط رایانش ابری نیز نشان دهنده تمرکز تهدیدات امنیتی است. به دلیل اندازه و اهمیت، محیط های ابری اغلب توسط ماشین های مجازی و بدافزارهای ربات، حملات brute force و سایر حملات هدف قرار می گیرند.
حریم خصوصی و امنیت داده ها - میزبانی داده های محرمانه با ارائه دهندگان خدمات ابری شامل انتقال مقدار قابل توجهی از کنترل یک سازمان بر امنیت داده ها به ارائه دهنده است. به عنوان مثال، هر ابری حاوی اطلاعات عظیمی از مشتریان است که شامل اطلاعات شخصی می شود. اگر یک ربات خانگی هک شود، کاربران ممکن است حریم خصوصی و امنیت شخصی خود را در معرض خطر قرار دهند، مانند چیدمان خانه، عکس فوری از زندگی، نمای خانه و غیره. ممکن است توسط مجرمان به آن دسترسی پیدا کرده و به جهان اطراف افشا شود. مشکل دیگر زمانی است که یک ربات هک شده و توسط شخص دیگری کنترل می شود که ممکن است کاربر را در معرض خطر قرار دهد.
مشکلات اخلاقی - برخی از اصول اخلاقی رباتیک، به ویژه برای رباتیک مبتنی بر ابر باید در نظر گرفته شود. از آنجایی که یک ربات از طریق شبکه متصل است، خطر دسترسی به آن توسط افراد دیگر وجود دارد. اگر روباتی خارج از کنترل باشد و فعالیت های غیرقانونی انجام دهد، چه کسی باید مسئول آن باشد.

## تاریخچه
شماره ویژه در مورد رباتیک ابری و اتوماسیون - شماره ویژه IEEE Transactions on Automation Science and Engineering، آوریل 2015.[1]
2013 کارگاه آموزشی IEEE IROS در مورد رباتیک ابری. توکیو نوامبر 2013.[21]
کارگاه آموزشی NRI در مورد رباتیک ابری: چالش ها و فرصت ها - فوریه 2013.[22]
Robot APP Store Robot Applications in Cloud، برنامه هایی را برای ربات درست مانند برنامه کامپیوتر/تلفن ارائه می کند.[23]
DARPA Cloud Robotics.[24]
نقشه راه برای رباتیک ایالات متحده از اینترنت تا رباتیک نسخه 2013- توسط موسسه فناوری جورجیا، کنسرسیوم فناوری رباتیک دانشگاه کارنگی ملون، دانشگاه پنسیلوانیا، دانشگاه کالیفرنیای جنوبی، دانشگاه استنفورد، دانشگاه کالیفرنیا-برکلی، دانشگاه واشنگتن، موسسه ماساچوست TechnologyUS و Robotics OA US. نقشه راه رباتیک و اتوماسیون ابری را برای تولید در سال های آینده برجسته می کند.[20]
چنگ زدن ربات مبتنی بر ابر با موتور تشخیص شیء گوگل.[25]
ابتکار ملی رباتیک ایالات متحده در سال 2011 اعلام کرد که هدف آن بررسی این است که چگونه روبات‌ها می‌توانند کار انسان‌ها را به جای جایگزین کردن آنها بهبود بخشند. این ادعا می‌کند که نسل بعدی روبات‌ها بیشتر آگاه هستند تا غافل، بیشتر اجتماعی هستند تا انفرادی.[26]
جیمز جی کوفنر، استاد سابق رباتیک CMU، و اکنون دانشمند محقق در گوگل، در کنفرانس بین المللی IEEE/RAS در مورد رباتیک انسان نما در سال 2010 در مورد رباتیک ابری صحبت کرد. برای محاسبه انبوه موازی و به اشتراک گذاری منابع داده گسترده."[27]
رایان هیکمن، مدیر محصول گوگل، یک تلاش داوطلبانه داخلی را در سال 2010 رهبری کرد تا ربات ها را با سرویس های ابری گوگل متصل کند. این کار بعداً برای پشتیبانی از ROS منبع باز گسترش یافت و توسط رایان هیکمن، دیمون کوهلر، برایان گرکی، روی صحنه نمایش داده شد. و کن کانلی در Google I/O 2011.[28]
Cloud Robotics - محاسبات ابری را برای روبات‌ها فعال کنید. نویسنده پارادایم هایی را برای استفاده از محاسبات ابری در رباتیک پیشنهاد کرده است. برخی زمینه ها و چالش های بالقوه ابداع شد. R. Li 2009.[4]
کمیته فنی IEEE RAS در اینترنت و ربات های آنلاین توسط کن گلدبرگ و رولاند سیگوارت و همکاران تاسیس شد. در ماه مه 2001. کمیته سپس به کمیته فنی ربات های شبکه ای IEEE Society of Robotics and Automation در سال 2004 گسترش یافت.[29]
== مطالب مرتبط == سلام تلفن جواب نمیدی من تورو خواهم کرد تو ***